# Matías Morello
Matías Morello (Mar del Plata, 12 febbraio 2001) è un calciatore argentino, difensore o centrocampista del Gimnasia (S).

## Caratteristiche tecniche
Di ruolo centrocampista centrale, può essere schierato anche al centro della difesa.

## Carriera
Morello è cresciuto nel settore giovanile dell'Aldosivi ed ha firmato il suo primo contratto professionistico nel gennaio del 2022. Ha debuttato in prima squadra il 21 febbraio successivo nell'incontro di Copa de la Liga Profesional vinto 2-0 contro il Godoy Cruz.
Il 14 marzo 2021 è andato a segno per la prima volta in carriera nella vittoria per 3-1 contro il Mitre (SdE).

## Statistiche

### Presenze e reti nei club
Statistiche aggiornate all'11 aprile 2024.
| Stagione        | Squadra         | Campionato      | Campionato | Campionato | Coppe nazionali | Coppe nazionali | Coppe nazionali | Coppe continentali | Coppe continentali | Coppe continentali | Altre coppe | Altre coppe | Altre coppe | Totale | Totale | Totale |
| Stagione        | Squadra         | Comp            | Pres       | Reti       | Comp            | Pres            | Reti            | Comp               | Pres               | Reti               | Comp        | Pres        | Reti        | Pres   | Reti   |        |
| --------------- | --------------- | --------------- | ---------- | ---------- | --------------- | --------------- | --------------- | ------------------ | ------------------ | ------------------ | ----------- | ----------- | ----------- | ------ | ------ | ------ |
| 2022            | Aldosivi        | PD              | 4          | 0          | CA+CdL          | 1+13            | 0               |                    | -                  | -                  |             | -           | -           | 18     | 0      |        |
| 2023            | Aldosivi        | PBN             | 25         | 1          | CA              | 1               | 0               |                    | -                  | -                  |             | -           | -           | 26     | 1      |        |
| 2024            | Aldosivi        | PBN             | 0          | 0          | CA              | 0               | 0               |                    | -                  | -                  |             | -           | -           | 0      | 0      |        |
| Totale carriera | Totale carriera | Totale carriera | 29         | 1          |                 | 15              | 0               |                    | -                  | -                  |             | -           | -           | 44     | 1      |        |